# Петровський (Саратовська область)
Петровський (рос. Петровский) — селище у Краснопартизанському районі Саратовської області Російської Федерації.
Населення становить 536 осіб. Належить до муніципального утворення Рукопольське муніципальне утворення.

## Історія
Населений пункт розташований у межах українського історичного та культурного регіону Жовтий Клин.
До 1936 року належало до Саратовського краю. Відтак належить до Саратовської області. Орган місцевого самоврядування від 2004 року — Рукопольське муніципальне утворення.

## Населення
| 2010 |
| ---- |
| 536  |